# Beaux Arts Village
Beaux Arts Village (kiejtése: boʊz ˈɑːrts vɪləʤ) az Amerikai Egyesült Államok északnyugati részén, Washington állam King megyéjében elhelyezkedő város. A 2010. évi népszámlálási adatok alapján 299 lakosa van.
Az 1908-ban alapított művészkolónia nevét a Western Academy of Beaux Artsról kapta. Ma az akadémiai tagság mellé lakhatás is jár. Beaux Arts Village a Bellevue-hoz csatolás elkerülése érdekében 1954-ben várossá alakult.

## Éghajlat
A város éghajlata mediterrán (a Köppen-skála szerint Csb).

## Népesség
A 2010-es népszámláláskor a városnak 299 lakója, 113 háztartása és 88 családja volt. A népsűrűség 1423,8 fő/km2. A lakóegységek száma 118, sűrűségük 561,9 db/km2. A lakosok 95,3%-a fehér,   4%-a ázsiai,   0,7%-a pedig kettő vagy több etnikumú. A spanyol vagy latino származásúak aránya 1% (   )
A háztartások 38,9%-ában élt 18 évnél fiatalabb. 70,8% házas, 3,5% egyedülálló nő, 3,5% egyedülálló férfi, 22,1% pedig nem család. 20,4% egyedül élt; 14,1%-uk 65 éves vagy idősebb. Egy háztartásban átlagosan 2,65 személy élt; a családok átlagmérete 3,07 fő.
A medián életkor 44,9 év volt. A város lakóinak 29,8%-a 18 évesnél fiatalabb, 2,6% 18 és 24 év közötti, 17,7%-uk 25 és 44 év közötti, 29,1%-uk 45 és 64 év közötti, 20,7%-uk pedig 65 éves vagy idősebb. A lakosok 51,2%-a férfi, 48,8%-a pedig nő.

## Fordítás
Ez a szócikk részben vagy egészben  a   Beaux Arts Village című angol Wikipédia-szócikk ezen változatának fordításán alapul.  Az eredeti cikk szerkesztőit annak laptörténete sorolja fel. Ez a jelzés csupán a megfogalmazás eredetét és a szerzői jogokat jelzi, nem szolgál a cikkben szereplő információk forrásmegjelöléseként.